# Pleuropedium tricladioides
Pleuropedium tricladioides är en svampart som beskrevs av Marvanová & S.H. Iqbal 1973. Pleuropedium tricladioides ingår i släktet Pleuropedium, divisionen sporsäcksvampar och riket svampar.   Inga underarter finns listade i Catalogue of Life.